# Aleksandar Lochmer
Aleksandar Lochmer (Senj, 24. veljače 1856. 1864. – Zagreb, 2. listopada 1915.) bio je hrvatski jezikoslovac i anglist. Jedan je od utemeljitelja hrvatske anglistike, prvi sveučilišni predavač engleskog jezika u Hrvatskoj, njegov promicatelj i autor prvih priručnika. 

## Životopis
Lochmer je završio gimnaziju u Senju 1873. godine. Studirao je povijest i zemljopis u Grazu, Beču i Zagrebu. U Grazu je 1877. bio predsjednik društva "Hrvatska". U Beču je kratko polazio i Visoku poljodjelsku školu. U Zagrebu je 1883. položio profesorski ispit.
Radio je u gimnaziji u Zagrebu 1875. te 1879. i 1880., potom u učiteljskoj školi u Kopru. U Kraljevskoj nautičkoj školi u Bakru radio je od 1882. do 1897. godine. Usavršivao se u Ujedinjenom Kraljevstvu i Sjedinjenim Državama 1885. odnosno 1889. i 1890. godine. Imenovan je 1895. godine stalnim tumačem engleskoga jezika za Banski stol. Nakon Barka vraća se ponovo u Zagreb gdje je radio u gimnaziji do umirovljenja 1914. godine. Također je predavao i na Mudroslovnom fakultetu u Zagrebu između 1898. i 1915. godine.
Lochmer je surađivao i u Vijencu (1900.) te Nastavnom vjesniku (1905. i 1906).

### Anglistika
Lochmer je potaknut suvremenim značenjem engleskog jezika i potrebom za njegovim poznavanjem, napose zbog iseljivanja u Sjedinjene Države, objavio svoj prvi znanstveni rad Nješto o inglezkom narodu te, prihvaćajući mišljenje o fonetici kao temelju učenja jezika, nacrt O englezkom izgovoru, koji je, u proširenom izdanju tiskan 1906. godine, drži prvom fonetikom engleskoga jezika na hrvatskom.
U Senju je 1889. godine objavljena Lochmerova Gramatika englezkoga jezika za školu i samouke, prva engleska pedagoška gramatika na hrvatskom jeziku, s vježbama i prijevodima uz svaku gramatičku jedinicu.
Lochmer je sastavio i priručnik pod nazivom Englezko-hrvatski razgovori za svakdanju porabu koji je objavljen 1891. godine u Senju. Priručnik je bio namijenjen pomorcima koji su plovili u zemlje engleskoga govornog područja i čije je poslovanje bilo usko vezano uz taj dio svijeta. Za potrebe nautičke škole Lochmer je 1899. godine u Senju objavio i Englesku čitanku sa zbirkom engleskih trgovačkih listova za mlade pomorce i za školu s obilnim hrvatskim tumačem. Za samostalno učenje sastavio je i Laki način engleski bez učitelja u kratko vrijeme naučiti razumijevati i govoriti koji je objavljen u Zagrebu 1903. i 1911. godine, kao i u Chicagu 1926. godine.
Glavno Lochmerovo leksikografsko djelo je veliki Englesko-hrvatski rječnik, cjelovito objavljen 1906. godine, prvi dvojezični rječnik. Tiskan je u sveščićima kao Rječnik englesko-hrvatski sa točno označenim izgovorom u Senju od 1895. godine. Ovaj cjeloviti rječnik, unatoč nedostatcima poput nedosljedne transkripcije i pomanjkanja fraza, zahvaljujući širini i obradbi građe ostao je najpouzdanijim djelom na tom području do Englesko-hrvatskoga rječnika Rudolfa Filipovića iz 1955. godine, a bogatstvom pomorskoga nazivlja i Lochmerovim naporima u njegovu stvaranju iznimkom do suvremenoga doba.